# Zénobe-Théophile Gramme
Zénobe-Théophile Gramme (Jehay-Bodegnée, Amay, província de Lieja, 4 d'abril de 1826 - Bois-Colombes (França), 20 de gener de 1901) va ser un electricista belga. Fou l'inventor del primer generador elèctric apte per a l'ús industrial, i que s'anomenà màquina de Gramme. Basant-se en el disseny de l'armadura del científic italià Antonio Pacinotti va construir en la dècada de 1860 generadors que utilitzaven imants permanents per produir corrent alterna. En la dècada de 1870 féu un pas endavant, construint dinamos auto-excitades, les quals ja podien tenir un ús pràctic.

## Biografia

### Joventut
Zénobe Gramme va néixer el 4 d'abril de 1826 al drève Willow-Gaillard 28, 4540 (actualment rue du Saule Gaillard 28, 4540) de Jehay-Bodegnée, prop d'Huy. Va ser el sisè d'una família de dotze fills. El seu pare, Joseph Mathieu, que era un delegat destinat a l'administració d'una mina de carbó d'Antheit, estava interessat en la formació intel·lectual dels seus fills.
El jove Zénobe era un estudiant mediocre que preferia el treball manual, per tant, es va convertir en aprenent de fuster al taller Duchesne, en Hannut. En 1848 va fer classes nocturnes de fusteria a l'escola industrial d'Huy quan els seus pares es van mudar allà. En 1849, es va traslladar a Lieja, on va treballar com a fuster als Ateliers Perat (Tallers Perat), al mateix temps que anava a classes nocturnes a l'escola industrial de la ciutat. En 1855 va finalitzar els seus estudis. Per guanyar-se la vida, va viatjar primer a Brussel·les, després a Marsella i, finalment en 1856, es va traslladar a París, on va trobar una feina en un taller de fusteria.

### Inventiva
En 1860, va ser contractat per l'empresa de construcció elèctrica L'Alliance, on va fabricar algunes parts de fusta per a les màquines magnetoeléctriques produïdes per l'empresa, així com els models de fusta per l'orfebreria Charles Christofle & Cie, que era un important usuari de la galvanopàstia. El seu treball i aprenentatge en L'Alliance va despertar la seva ment inventiva; va imaginar un regulador de tensió per a les làmpades d'arc elèctric, i va presentar la seva primera patent sobre el desgast dels elèctrodes de carboni en llums d'arc. En 1863, cansat de veure que totes les seves sol·licituds de canvis d'estris o dels processos de fabricació eren rebutjades per l'administració, va sortir de L'Alliance.

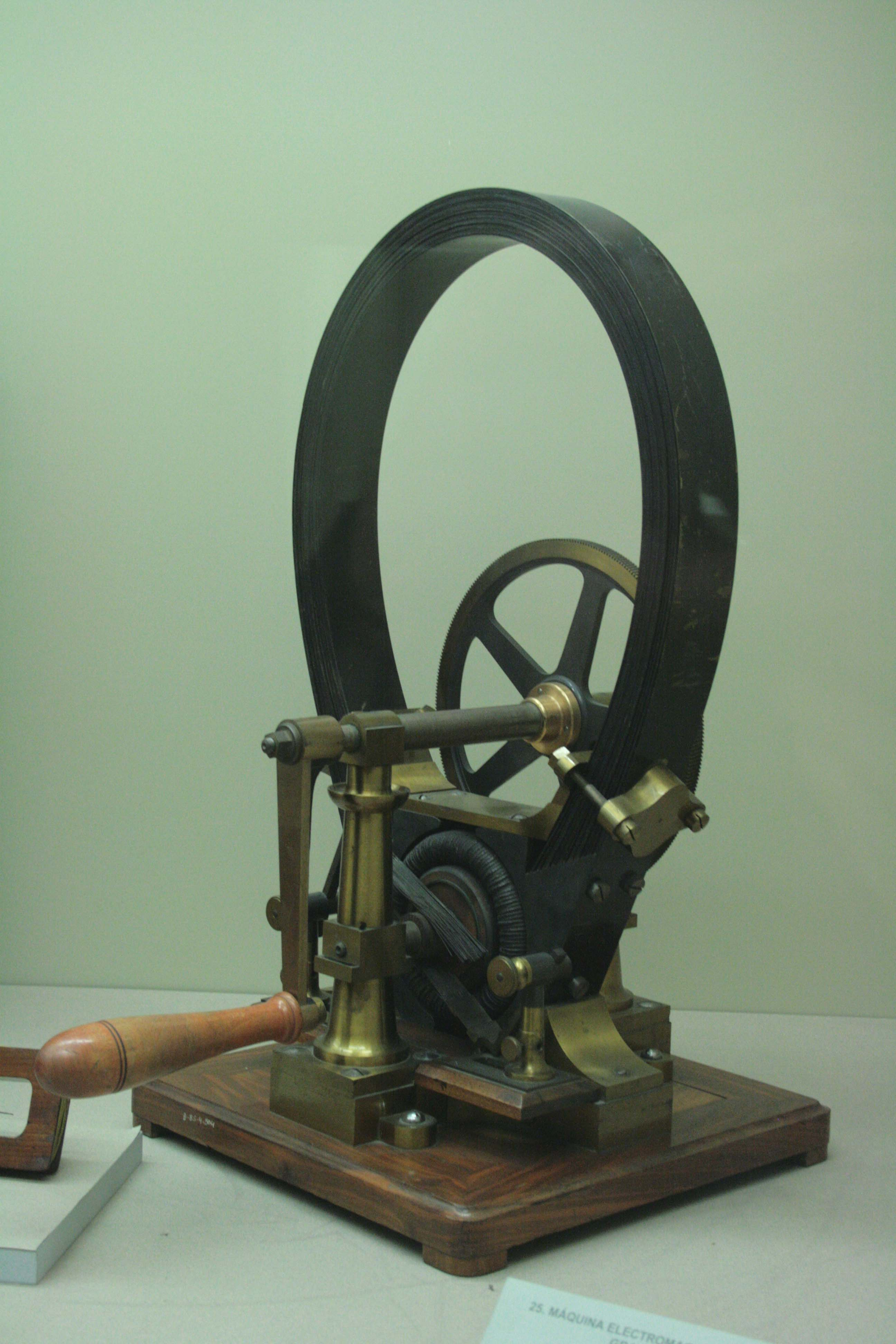
Dinamo de Gramme (model de 1878)

Va treballar fins al 1866 per al fabricant d'aparells elèctrics i inventor de la bobina d'inducció Heinrich Ruhmkorff. Va ser durant aquest període que va conèixer a l'enginyer hidràulic Henry Bazin i al fotògraf André Disdéri. Sembla que l'italià Antonio Pacinotti li va presentar la seva dinamo, que tenia una innovadora anella circular. Aquest fet ha despertat la controvèrsia sobre la paternitat de la dinamo que Gramme també s'atribuí.
Al 26 de febrer de 1867, va prendre una patent per a diversos dispositius destinats a millorar les màquines de corrent altern i, en 1868, va construir la primera dinamo de corrent continu, el punt de partida de la indústria elèctrica moderna.
De tornada a París, que havia fugit durant la guerra francoprussiana de 1870, va presentar la seva invenció al 17 de juliol de 1871 al físic Jules Jamin, va dipositar la patent i va buscar un patrocinador. Ràpidament el va trobar en la persona del comte d'Ivernois, i al mateix any es va fundar la Société des machines magnétoélectriques Gramme (Societat de les màquines magnetoelèctriques Gramme). El comte de d'Ivernois va ficar com a director de la nova companyia a l'industrial Hippolyte Fontaine. L'aliança entre el geni inventor i l'industrial va ser molt fructífera. En 1873, Fontaine va veure la reversibilitat de la dinamo; podia proporcionar energia mecànica a partir de l'energia elèctrica i, per tant, fer-la servir com un motor. Aquesta reversibilitat va ser el seu principal descobriment i va fundar la seva popularitat. La màquina de Gramme va esdevenir el primer motor elèctric de gran abast que va experimentar un ampli ús en la indústria. Abans d'aquesta invenció, els motors elèctrics eren de baixa potència i s'utilitzaven principalment com a joguines o curiositats de laboratori.
És també en 1873 que la jove companyia, en la persona d'Hippolyte Fontaine, va presentar dues màquines en l'Exposició Universal de 1873, a Viena: una produïa electricitat i l'altra, per contra, era utilitzat com a motor elèctric. La presència en aquesta exposició, literalment, va omplir de comandes a la companyia i la va llançar a l'escenari del comerç internacional. Un dels seus primers clients va ser Paul Christofle, que es va fer càrrec de la successió del seu pare Charles com a cap de la casa Christofle. Les màquines Gramme van triomfar de nou a l'Exposició Universal de 1878, a París. Gramme i Fontaine van atorgaran les seves primeres llicències. Una d'elles es va concedir a l'electricista Joseph Jaspar, de Lieja, i una altra al barceloní Francesc Dalmau i Faura.

### Reconeixement i honors
Va ser nomenat oficial de la Legió d'Honor en 1877.
Si el govern francès li va concedir un premi especial de 20.000 francs or en 1880, no va ser fins al 1888 que la seva inventiva va ser reconeguda per tothom amb l'últim Premi Volta (1852-1888), un import de 50.000 francs or que va rebre de l'Acadèmia Francesa de les Ciències.
En 1898 va ser nomenat commanador de l'Ordre de Leopold.

### Vida privada

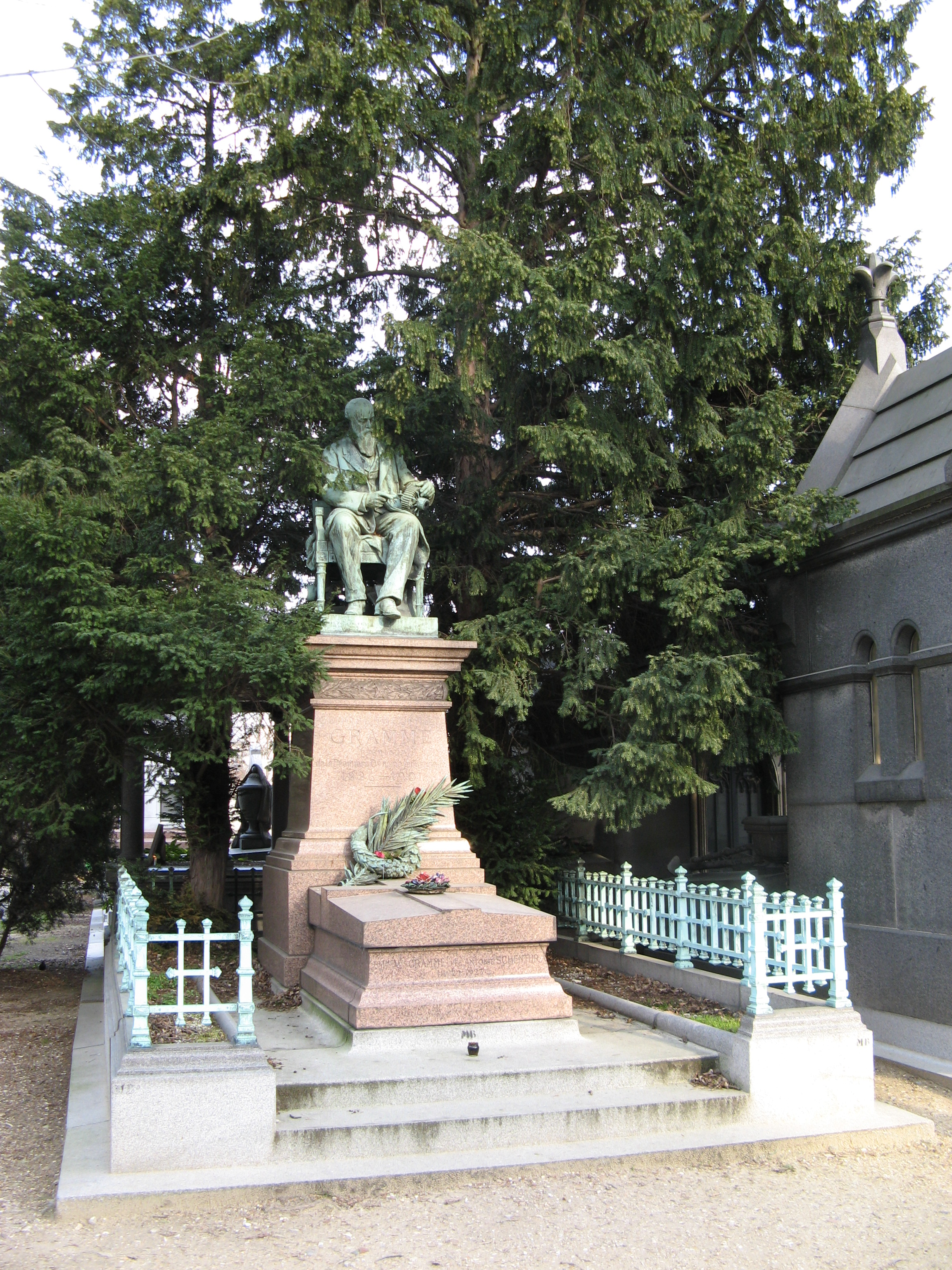
Tomba al cimetière du Père-Lachaise, en París.

En 1857, es va casar amb una costurera de Lieja, Hortense Nysten, que era vídua i mare d'una nena anomenada Héloïse. Hortense va morir en 1890. En 1891, es va casar amb Antonie Schentur, que era 36 anys menor que ell. No va tindre cap descendent directe.
Durant el setge de París entre 1870 i 1871, es va refugiar a Arlon.
Infectat amb cirrosi viral, va morir el 20 de gener de 1901 a la seva casa del número 6 del carrer Nollet (actualment carrer Mertens) en Bois-Colombes. Va ser enterrat al cementiri del Père-Lachaise de París, on la seva tomba està coronada amb una imponent estàtua.

## Memòria i homenatges

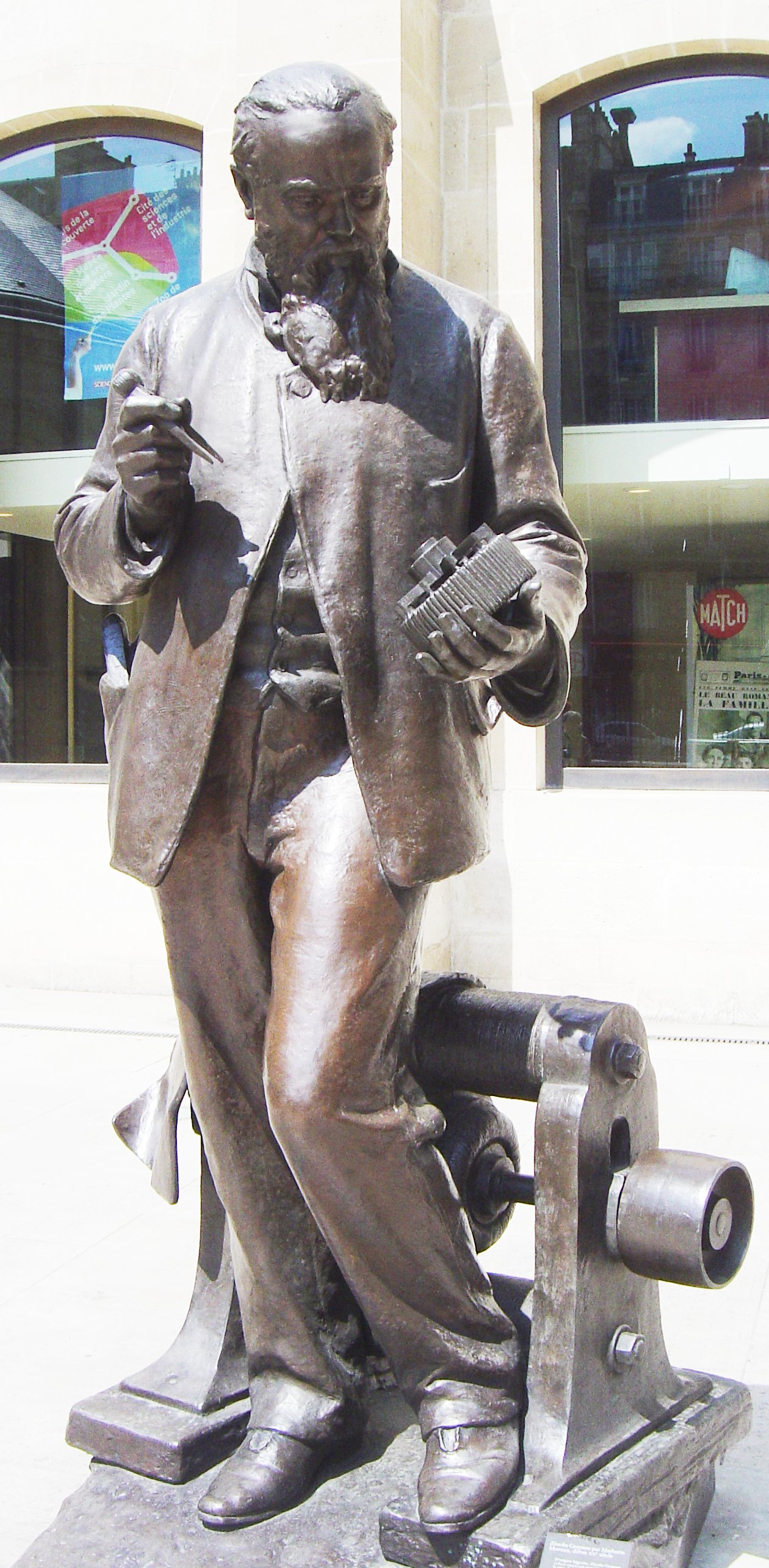
Estàtua de Gramme, de Mathurin Moreau (1844-1912), al davant del Musée des Arts et Métiers, en París

- En 2005, va acabar en el lloc 23 en l'elecció de «Le plus grand Belge» (El belga més gran), un programa de televisió de l'emissora de parla francesa RTBF, basat en el programa de la BBC «100 Greatest Britons» (Els 100 millors britànics).
- El Premi Zénobe, organitzat per la Regió Valona, recompensa la innovació tecnològica.
- El A958 Zénobe Gramme, és un quetx que la Composante Marine utilitza com a vaixell escola.
- L'asteroide (2666) Gramme.
- En Charleroi:
  - el centre universitari Zénobe Gramme
  - el carrer Zénobe Gramme
- En Lieja:
  - l'escola d'enginyeria Institut Gramme
  - el pont Gramme
  - plaça i monument, per Thomas Vinçotte, entre els ponts de Fragnée et de Fétinne[5]
  - el bust de l'ateneu Maurice Destenay (a l'entrada de l'antiga Escola Industrial, on va estudiar Zénobe Gramme) en el boulevard Saucy
  - el prototip original nº2 de la dinamo de 1871 (la que va presentar a Jules Jamin) en la Maison de la métallurgie et de l'industrie
  - el carrer Gramme, en Bressoux
- En Herstal:
  - el boulevard Zénobe Gramme
- En Huy:
  - la plaça Zénobe Gramme
- En Schaerbeek, Tubize i Wavre:
  - l'avinguda Zénobe Gramme
- En La Louvière:
  - el carrer Zénobe Gramme, en el quartier de Bouvy
- En París:
  - estàtua a l'esplanada del Museu d'Arts i Oficis
  - el carrer Gramme en el 15è districte
  - placa commemorativa en el nº 29 de l'avenue des Ternes, en el 17è districte, on ell va inventar la dinamo
  - la seva tomba al cimetière du Père-Lachaise (94a divisió, 1a línia, F, 26), coronada per una escultura de Mathurin Moreau
- En Jehay-Bodegnée, Hannut, Arlon, Bois-Colombes, Béziers, Seneffe i Charleroi:
  - el carrer Zénobe Gramme
  - una font en Jehay-Bodegnée
  - una escola primària en Bois-Colombes
- En Anvers:
  - en 2000 Anvers: la Zénobe Grammestraat
  - en 2660 Hoboken: la Grammestraat

## Galeria d'imatges

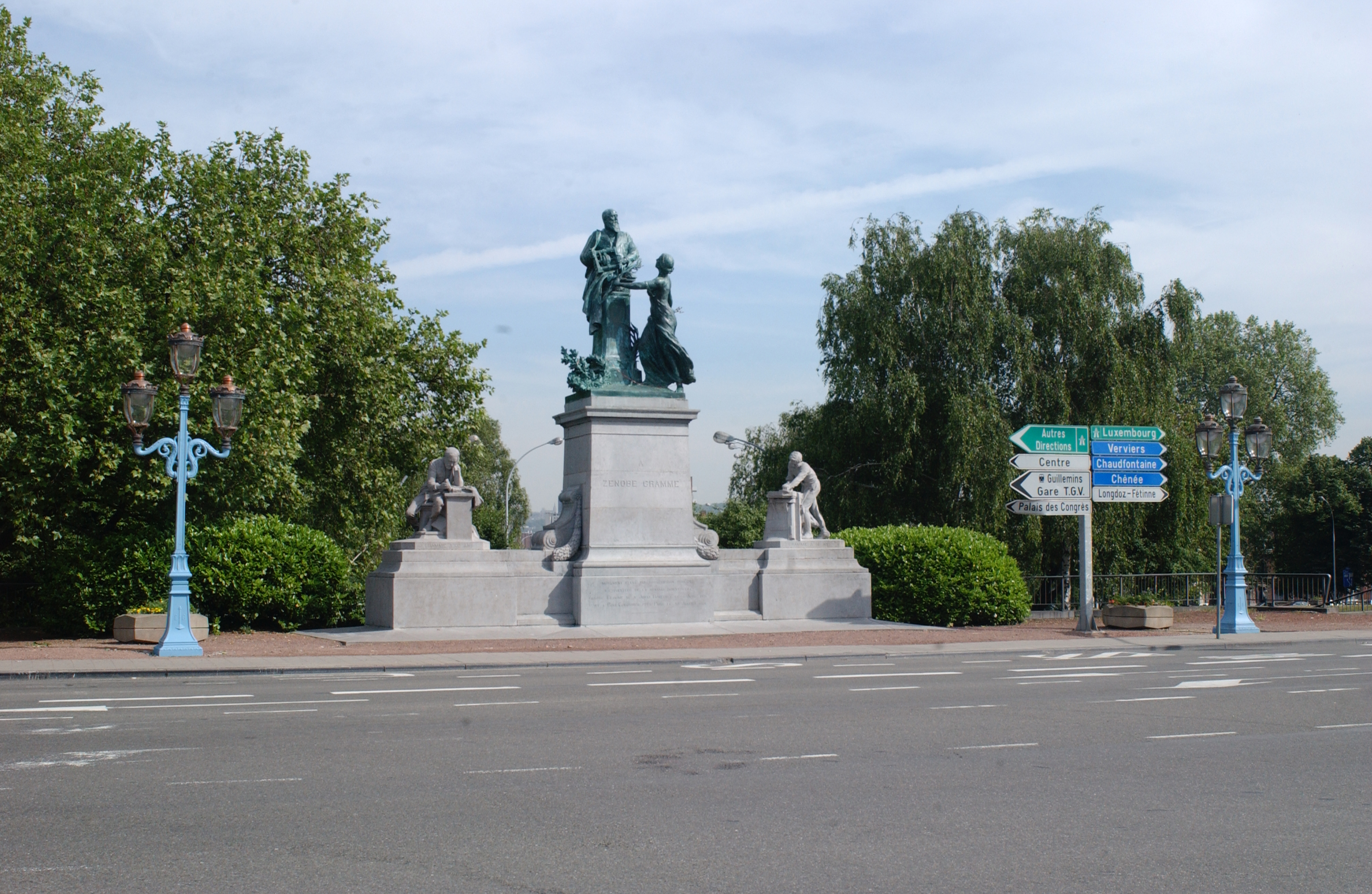
Monument en Lieja
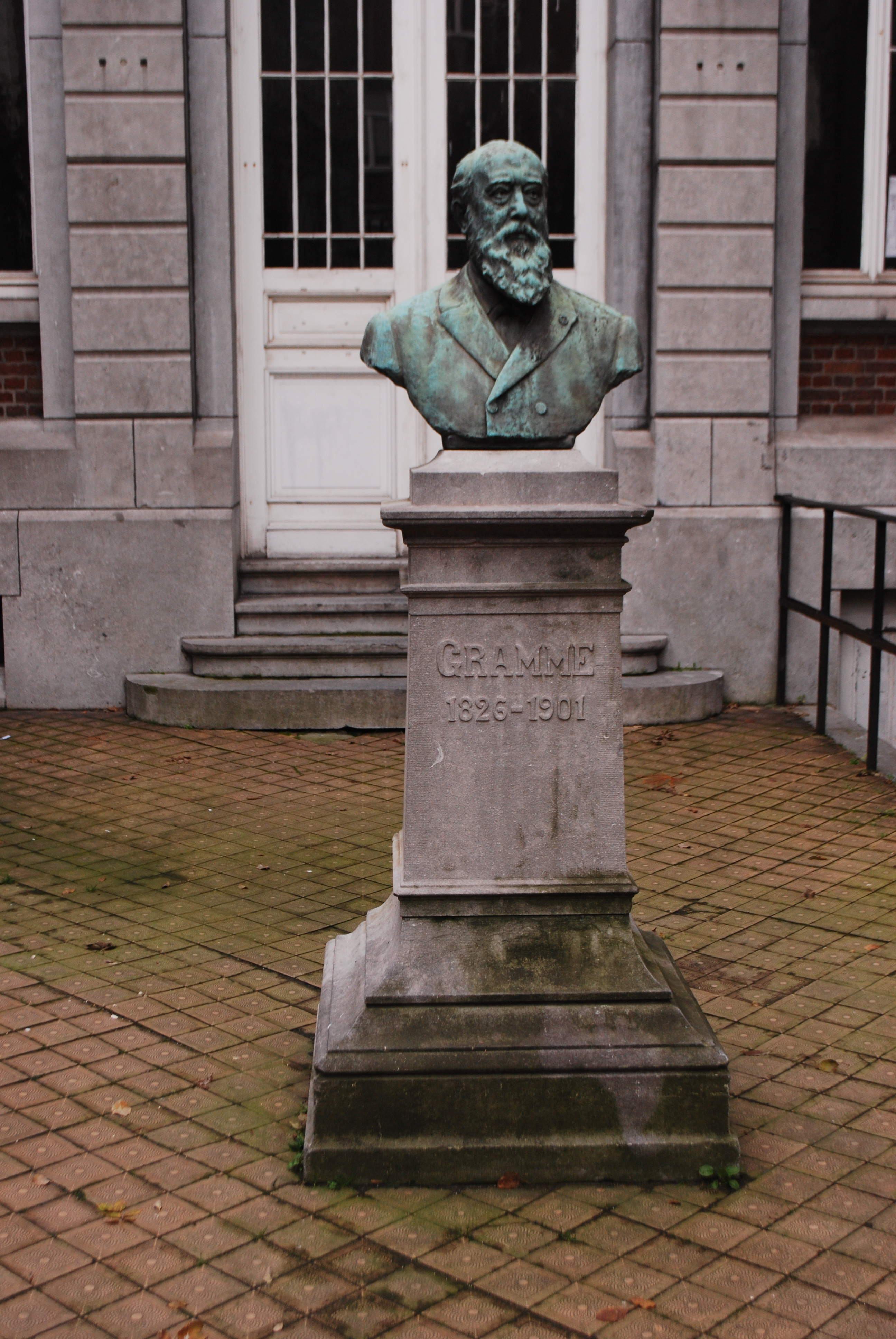
Bust davant de l'entrada de l'antiga École Industrielle de Lieja
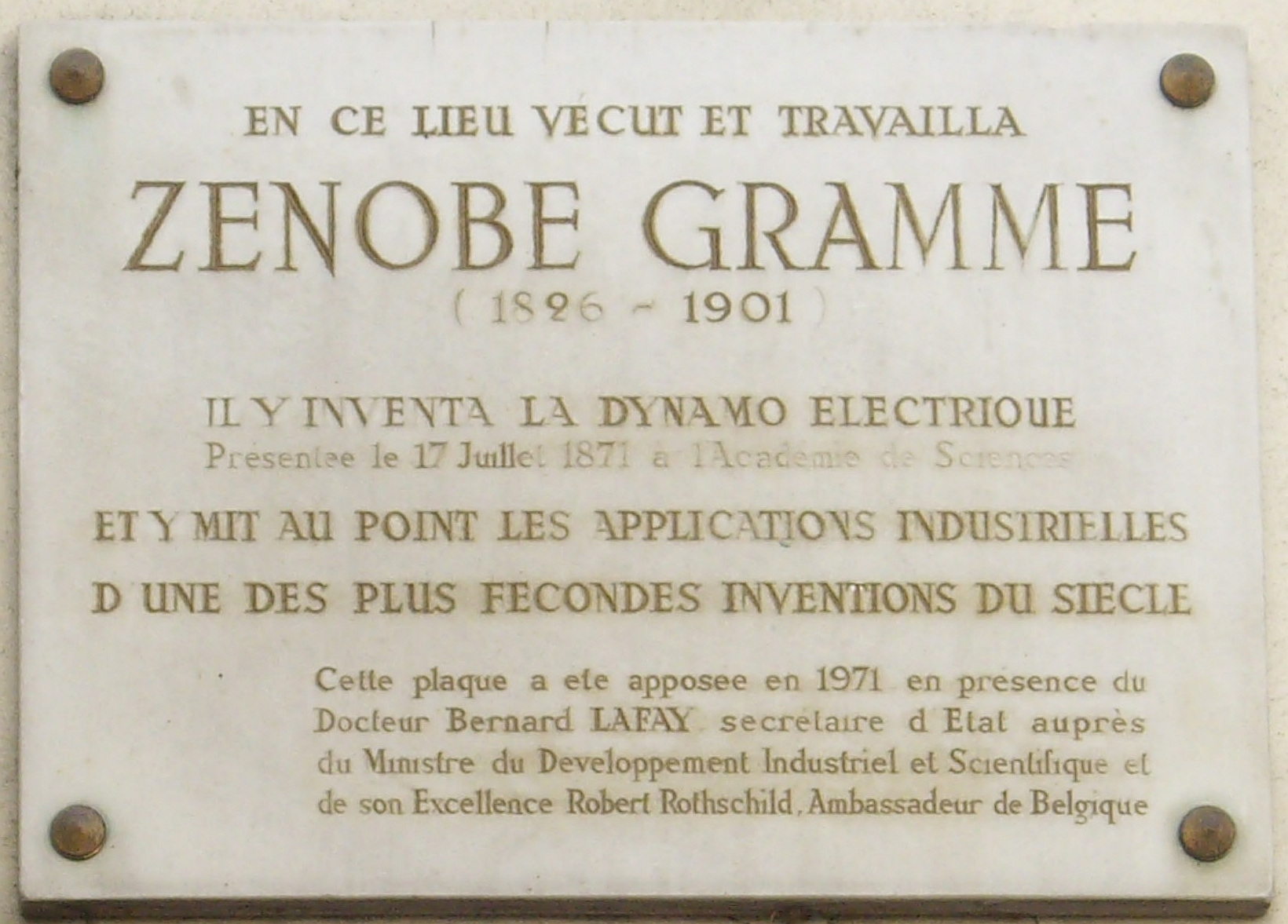
Placa commemorativa en 29 avenue des Ternes, Paris
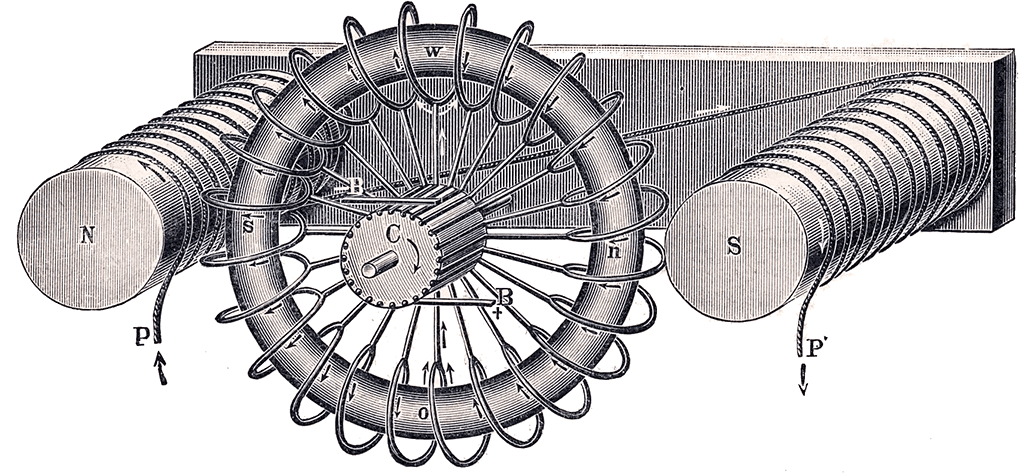
Anell Pacinotti-Gramme